# 黑井站 (兵庫縣)

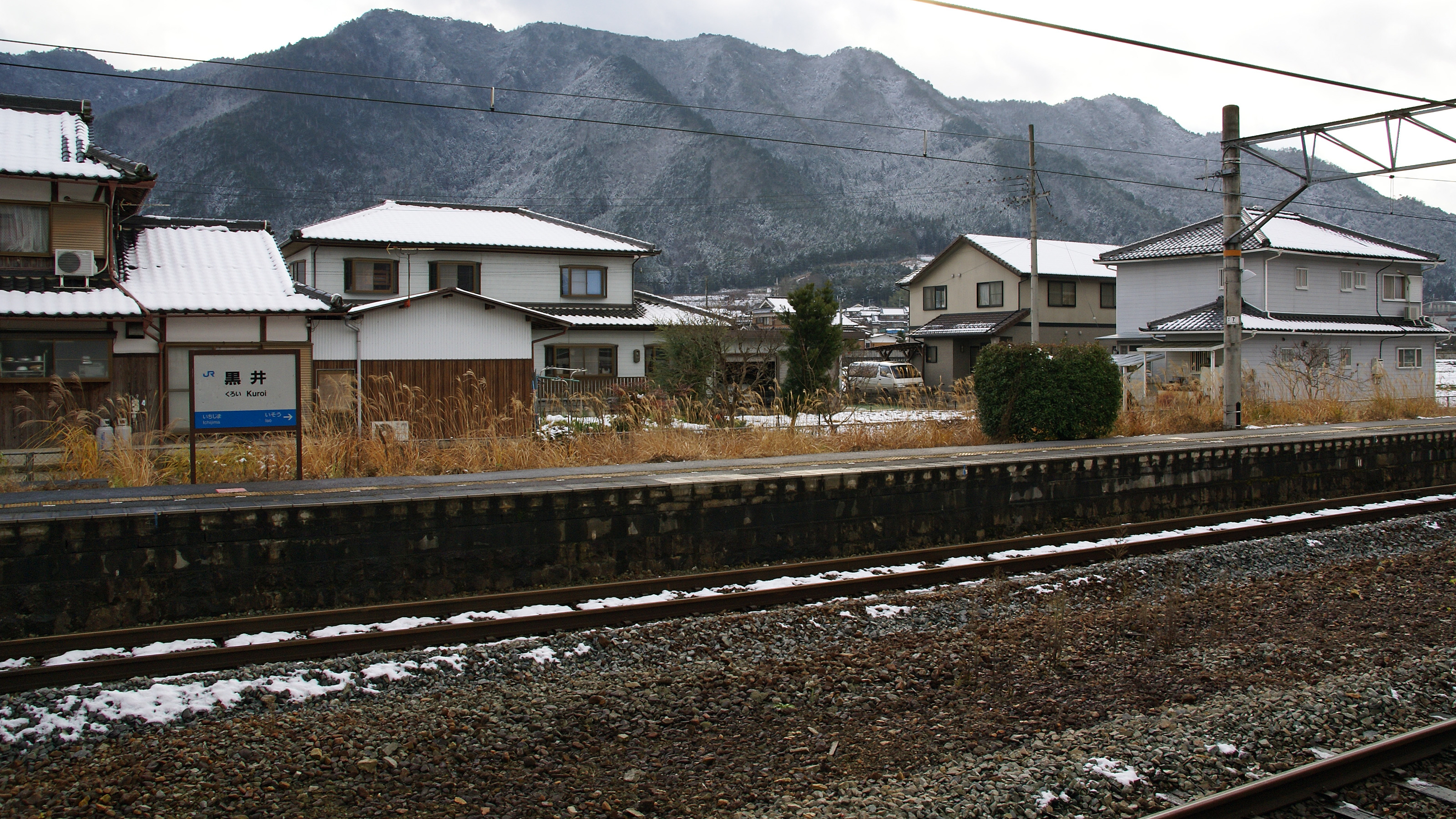
月台(2006年12月)

黑井站（日语：／ Kuroi eki */?）是位於兵庫縣丹波市春日町，屬於西日本旅客鐵道（JR西日本）的福知山線車站。此站的所在地為江户幕府第3代將軍，德川家光的乳母春日局的誕生地，也是舊春日町的玄關口。

## 歷史
- 1899年（明治32年）7月15日 - 阪鶴鐵道 柏原站至福知山南口站（後來為福知站，現已廢止）開通，此站啟用[1]。開始提供旅客和貨運服務。
  - 當時車站地址為兵庫縣冰上郡黑井村（日语：黒井町）黑井。
- 1907年（明治40年）8月1日 - 根據鐵道國有法（日语：鉄道国有法），阪鶴鐵道被國有化，成為帝國鐵道廳車站。
- 1909年（明治42年）10月12日 - 制定路線名稱，此站成為阪鶴線車站。
- 1912年（明治45年）3月1日 - 阪鶴線福知山站以南區間改名為福知山線，此站成為福知山線車站。
- 1923年（大正12年）4月1日 - 隨著實施町制，黑井村改名為黑井町（日语：黒井町），車站地址變為兵庫縣冰上郡黑井町黑井。
- 1955年（昭和30年）3月20日 - 隨著春日町（日语：春日町 (兵庫県)）成立，車站地址變為兵庫縣冰上郡春日町黑井。
- 1956年（昭和31年）6月 - 翻新車站大樓[2]。
- 1973年（昭和48年）4月1日 - 結束貨物起卸業務。
- 1987年（昭和62年）4月1日 - 伴隨國鐵分割民營化，車站由西日本旅客鐵道（JR西日本）營運。
- 1992年（平成4年）4月1日 - 篠山口鐵道部（日语：篠山口鉄道部）成立，並開始管轄此站。
- 2004年（平成16年）11月1日 - 隨著丹波市成立，車站地址變為現時地址。
- 2009年（平成21年）6月1日 - 隨著篠山口鐵道部廢止，此站回復由福知山分社（日语：西日本旅客鉄道福知山支社）管轄，由篠山口站管理此站。
- 2021年(令和3年）春天（預定） - 此站可使用IC卡「ICOCA」。

## 車站構造
本站是地面車站，設有2面2線的相對式月台，可進行列車交會。站房位於北邊的2號月台側，兩月台之間透過跨線橋連接。1號與2號月台之間設有中線，候車室則位於1號月台上。此站是由篠山口站管理的業務委託車站，並委托JR西日本福知山Maintec負責車站業務。櫃臺營業時間為早上7時至下午4時30分，站内設有POS終端。
1號月台對面設有路軌，該路軌只可連接福知山站一方路段，現時沒有列車使用。車站東邊設有留置線，用作停放維修路軌車輛專用。此站曾設有貨物起卸業務和貨物專用月台。。
驗票閘口外設有男女廁和多功能廁所。站內曾設有Kiosk（現已結業），在該處現時設有飲料自動販賣機。2021年春天，此站預計可以使用ICOCA等交通系IC卡。

### 月台
| 月台 | 路線     | 上下行 | 方向             | 備註 |
| ---- | -------- | ------ | ---------------- | ---- |
| 1、2 | 福知山線 | 上行   | 篠山口、三田方向 |      |
| 1、2 | 福知山線 | 下行   | 福知山方向       |      |

2號月台為上下本線和一線通過結構，所有大部分特急列車（停車或通過）均使用2號月台。
不需進行列車交會的上下行普通列車（或快速）會停靠2號月台。當普通、快速進行列車交會時，篠山口、大阪方向的上行列車會停靠2號月台，福知山方向的下行列車會停靠1號月台。
在下行線月台上種植了櫻花樹。

## 班次
在日間，每1小時設有1班普通列車停站。普通列車會以篠山口站為起終點站。在早上和晩上設有來往大阪站的丹波路快速列車。在繁忙時間會有特急『東方白鸛』停站。

## 使用狀況
隨著車站周邊人口減少，以及汽車化影響，使用人次一直減少。為了促進車站使用人次，2007年度進行社會試驗，當乘客使用近距離特急時，部分特急費用由自治體資助，此站為試點之一。
根據「兵庫縣統計書」，以下為近年1日平均乘車人次列表。
| 年度   | 1日平均 乘車人次 |
| ------ | ---------------- |
| 1999年 | 810              |
| 2000年 | 802              |
| 2001年 | 784              |
| 2002年 | 727              |
| 2003年 | 693              |
| 2004年 | 636              |
| 2005年 | 638              |
| 2006年 | 604              |
| 2007年 | 582              |
| 2008年 | 595              |
| 2009年 | 583              |
| 2010年 | 570              |
| 2011年 | 544              |
| 2012年 | 546              |
| 2013年 | 556              |
| 2014年 | 508              |
| 2015年 | 506              |
| 2016年 | 486              |

## 車站周邊
在車站北邊設有住宅區，南邊設有廣寬田園和一些工場。此站比較接近前・春日町中心。
- 春日購物中心Arti
- 丹波市政廳春日廳舍（前・春日町公所）
- 丹波市立春日圖書館（日语：丹波市立図書館#春日図書館）
- 丹波警署（日语：丹波警察署） 黑井駐在所
- 黑井郵局
- JA丹波Hikami（日语：兵庫県信用農業協同組合連合会） 春日分店
- 春日文化會堂
- 春日歷史民俗資料館（日语：春日歴史民俗資料館）
- 春日鄉土資料館（日语：春日郷土資料館）
- 黑井城（國家指定古蹟）
- 興禪寺（日语：興禅寺 (丹波市)）（春日局誕生地）
- 兵主神社（日语：兵主神社 (丹波市)）
- 兵庫縣立氷上高等學校（日语：兵庫県立氷上高等学校）
- 丹波市立黑井小學
- 國道175號（日语：国道175号）
- 兵庫縣道171號黑井停車場線（日语：兵庫県道171号黒井停車場線）
- 兵庫縣道285號賀茂春日線（日语：兵庫県道285号賀茂春日線）

## 巴士路線
在車站前設有神姬綠巴士「黑井站」巴士站。停靠的巴士路線均可使用IC卡（NicoPa、PiTaPa、ICOCA等）。
- 前往野瀨（經三尾登山口）
- 前往柏原（經石生站前） ※1日只有1班

## 相鄰車站
西日本旅客鐵道（JR西日本）
 福知山線
- 部分特急「東方白鸛」停車站

■丹波路快速、■普通
石生－黑井－市島

## 注腳
1. 1 2 3 4 5 6 7 8 9 10  . 神戸新聞総合出版センター. 2011-12-15: 123. ISBN 9784343006028 （日语）.
2. ↑  『福知山鉄道管理局史』（1973年）P620

## 外部連結
- 黑井｜車站資訊：JR出門網 - 西日本旅客鐵道（日語）